# Повстання в Каутокейно (1852)

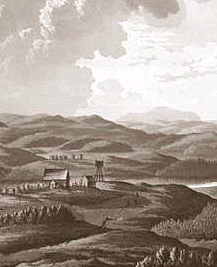
Панорама Каутокейно. Гравюра 1800 року

Повстання в Каутокейно  — бунт саамів в норвезькому місті Каутокейно у 1852 році. Причиною послужило незадоволення групи осіб продажем алкоголю норвежцями місцевому населенню. Проте воно не отримало підтримки та бунтівників заарештували самі ж саами. Це єдиний задокументований факт зіткнення між саамами та норвежцями, що призвів до людських жертв.

## Передумови
В середині XIX століття серед саамів набуло поширення лестадіанство, рух заснований шведським проповідником Ларсом Леві Лестадіусом що вимагав духовно чистого способу життя і утримання від вживання від алкоголю. Рух став більш войовничим, коли його послідовники, лестадіанці, виявили, що державну монополію на спиртне підтримує церква Норвегії. Алкоголізм набув широкого поширення серед корінних народів Півночі. У той час він був дуже руйнівним явищем для саамів і їх культури. Лестадіанці були проти продажу і вживання спиртних напоїв.
Лестадіанці сформували свої власні релігійні громади, незалежні від державної церкви. Їх збори проходили, судячи з документальними свідченнями, вкрай емоційно. Проповідники акцентували увагу на почуття віруючих. Авторитет окремих проповідників був вище, ніж у представників державної церкви; останні звинувачували лестандіанців в саботаванні богослужінь.  Проповідь поза державної церкви - і юридично, і духовно - була незаконною в той час. Таким чином, саами знаходилися в конфлікті не тільки з місцевим священиком і торговцем, а й з норвезьким законодавством.
В цей період саами були значно бідніше, ніж норвезькі поселенці, якщо вимірювати багатство в оленях або іншій худобі. Фактично вони займали нижчий щабель соціальної ієрархії, ніж норвежці. Особливу ненависть у саамів викликав місцевий торговець алкоголем. Його звинувачували в постійному обмані і в експлуатації клієнтів-саамів, багато з яких були схильні до алкоголізму.

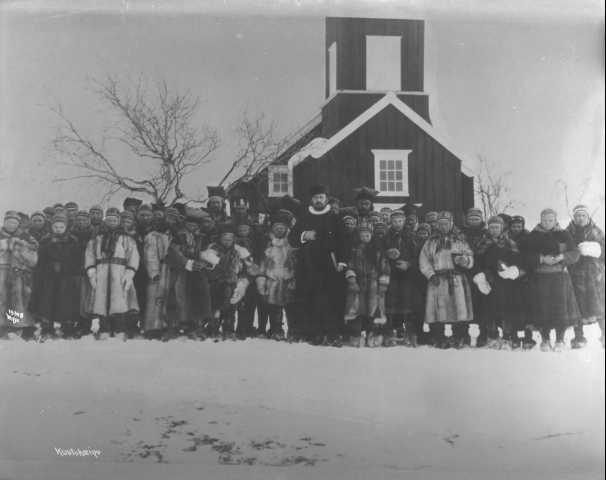
Церква Каутокейно 1882 рік

6-7 липня 1851 року група саамів намагалась зірвати проповідь священника Андреаса Квайля.  Священник звернувся до суду, але жоден з саамів не прибув на допит. Для вирішення ситуації в Каутокейно був направлений священник Нілс Стокфлет, що володів саамською мовою. Після того,я к він відмовився перейти в лестідіанство саами почали ставитись до нього вороже, відбулось декілька сутичок і він покинув місто. 
У лютому декілька саамів були засуджені до 20 та 15-денного ув'язнення, серед них був Аслак Хетта, котрий називав себе втіленням Ісуса Христа.

## Бунт
Повернувшись додому після ув'язнення саами почали підбурювати своїх  родичів та знайомих до повноцінного постання. Їх підтримало близько 35 осіб. Потім до них стали приєднуватись добровольці з інших кочових саамських громад.
7 листопада 1852 року Аслак Хетта очолив загін ,що складався з 35 дорослих та 22 дітей і рушив в Каутокейно. Повстанці вбили місцевого торговця алкоголем і місцевого чиновника, побили їх слуг і сільського священика та спалили будинок купця. Очільники повстання  були пізніше захоплені іншими саамами, що мали ферму поблизу, які вбили двох з них під час захоплення.

## Наслідки
Лідери повстання Аслак Хети і Монса Сомбі були страчені, ще троє отримали смертний вирок, який згодом був замінений на довічне ув'язнення. Інші учасники засуджені до різних термінів ув'язнення, чоловіки утримувались в фортеці Акерсхус в Осло, жінки, були ув'язненні в Тронхеймі. Загалом 11 осіб були засуджені до пожиттєвого ув'язнення, ще троє до двацятирічного (всі вони були амністовані у 1860 роках), ще ряд учасників був засуджений до ув'язнення від кількох днів до шести років.

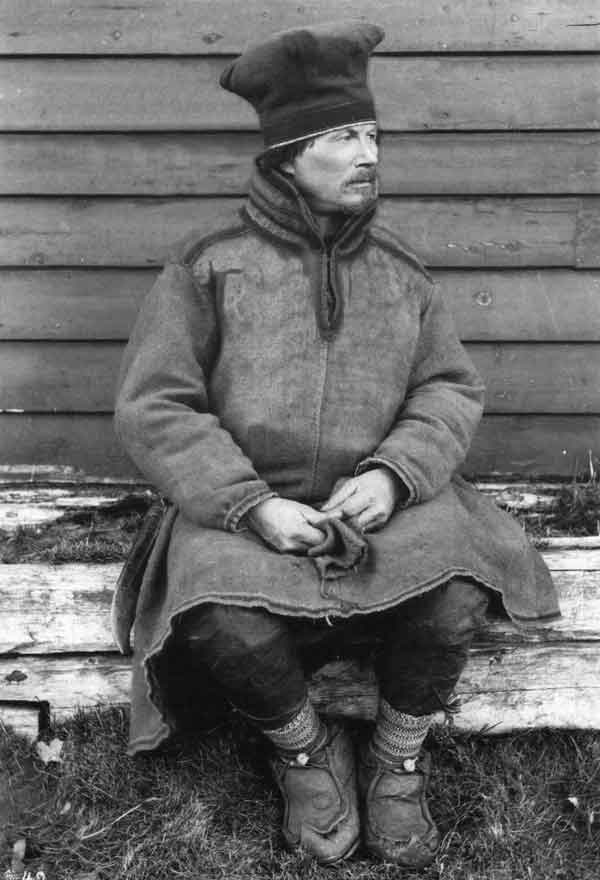
Ларс Гетта

Багато з повстанців загинули протягом декількох років в ув'язненні. Серед тих, що вижили був Ларс Гетта, якому було 18 років на момент ув'язнення. Йому дали час і кошти в тюрмі, щоб здійснити перший переклад Біблії саамською мовою.
Повстання не було прямою відповіддю на насильницьку асиміляцію в рамках політики норвегізаціі, яка пізніше стала офіційною політикою уряду, але  вплинуло  на вибір, зроблений новоствореною норвезькою державою, коли ця політика була реалізована. Норвегія в той час вже робила досить зусиль, щоб асимілювати саамів, в той час як самі норвежці в той час все ще намагалися представити свою ідентичність окремо від датчан і шведів.
Норвегізація значно посилилася після розірвання унії між Норвегією і Швецією в 1905 році. Вона тривала до суперечок в Альті на початку 1980-х років і не була повністю знята з порядку денного до літа 2001 року.

## В мистецтві
Подіям 1852 року присвячений норвезький художній фільм «Повстання в Каутокейно» 2008 року. Також вони складають частину сюжетної лінії роману Ганне Ерставік «Пасторша» та опери фінського композитора Армаса Лауніса «Аслак Гетта».